# اگزیبیر، کلبجر
اگزیبیر (ترکی آذربایجانی: Agzibir) یک منطقهٔ مسکونی در جمهوری آرتساخ است که در استان شاهومیان واقع شده‌است.